# International Alliance of Research Universities

Logo der International Alliance of Research Universities

Die International Alliance of Research Universities (IARU; deutsch Internationaler Verband forschender Universitäten) ist ein im Januar 2006 gegründeter Verbund von elf Universitäten, die im Bereich der Forschung weltweit führend sind.
Die Mitglieder der Allianz vertreten gemeinsame Werte und verfolgen eine globale Vision. Sie sehen sich insbesondere zur Ausbildung von zukünftigen Führungspersönlichkeiten verpflichtet.
Erster Vorsitzender ist Professor Ian Chubb, Vizekanzler der Australian National University.

## Gründung
Die IARU wurde während eines Treffens vom 13. bis 14. Januar 2006 von Universitätspräsidenten an der National University of Singapore gegründet. Am 14. Januar 2006 unterzeichneten die zehn Gründungsmitglieder der IARU eine Vereinbarung, in der sie festlegten, gemeinsam unterschiedliche Aktivitäten ausüben zu wollen, darunter Sommerpraktika, Forschungskooperationen sowie die Ermittlung gemeinsamer Positionen zu wichtigen öffentlichen Themen.
Im Januar 2016 verlängerte der Verband die Partnerschaft und begrüßte gleichzeitig die University of Cape Town (Universität Kapstadt) als neues, elftes Mitglied. Da das Bündnis klein ist, pflegen die Mitglieder eine enge Beziehung untereinander.

## Mitglieder
Zur IARU gehören folgende Universitäten:
- die University of California, Berkeley (Sekretariat)
- die University of Cambridge
- die Australian National University, Canberra
- die Universität Kapstadt
- die Universität Kopenhagen
- die University of Oxford
- die Universität Peking
- die National University of Singapore
- die Universität Tokio
- die Yale University, New Haven
- die Eidgenössische Technische Hochschule Zürich[1][3]